# Barwār
Barwār är en ort i Indien.   Den ligger i distriktet Jhānsi och delstaten Uttar Pradesh, i den centrala delen av landet, 400 km sydost om huvudstaden New Delhi. Barwār ligger 180 meter över havet och antalet invånare är 21 000.
Terrängen runt Barwār är platt, och sluttar österut. Runt Barwār är det ganska tätbefolkat, med 192 invånare per kvadratkilometer. Närmaste större samhälle är Gursarāi, 13,0 km norr om Barwār. Trakten runt Barwār består till största delen av jordbruksmark.